# Miranda (futebolista, 2000)
Matheus dos Santos Miranda, mais conhecido apenas como Miranda (Duque de Caxias, 19 de janeiro de 2000) é um futebolista brasileiro que atua como zagueiro e lateral-direito. Atualmente joga pelo CRB.

## Carreira

### Vasco
Oriundo de Duque de Caxias, município na Baixada Fluminense no Rio de Janeiro, Miranda chegou ao futsal do Vasco em 2006, aos seis de idade, tendo migrado para o futebol de campo aos dez. Atuando como meia no início, quase acabou dispensado devido ao baixo rendimento em 2014 e acabou sendo chamado pelo técnico da categoria Sub-15 Sérgio de Oliveira e o coordenador Ricardo Lopes para uma conversa, onde foi optado testar Miranda na defesa por sua altura e impulsão.
Com isso, passou por todas as categorias transitando facilmente entre as mesmas, destacando-se pela qualidade na saída de bola e sendo capitão da exitosa geração 2000 do clube, tendo como título de destaque a Taça Guanabara Sub-15 de 2016 sobre o Flamengo. e um vice-campeonato para o São Paulo na Copa São Paulo de Futebol Júnior de 2019, onde foi capitão.
Sua estreia pelo Gigante da Colina ocorreu em 13 de junho de 2018, na derrota para o Internacional pelo placar de 3–1.
Em 16 de setembro de 2021, acabou sendo penalizado pela CONMEBOL por tempo indeterminado após o exame análise de doping por canrenona (diurético), ocorrido em 3 de dezembro de 2020 no jogo de volta das oitavas de final da Sul-Americana contra o Defensa y Justicia. O caso foi divulgado dez dias antes de seu banimento.
Com a chegada do técnico Lisca, Miranda tornou-se titular absoluto do time na segunda metade do temporada, onde completou 50 partidas pelo Vasco na vitória por 2–0 sobre a Ponte Preta na Série B, em 29 de agosto de 2021.
Ainda sancionado pelo caso de doping, acertou uma renovação contratual com o Vasco em fevereiro de 2022 até o final de 2023, com possibilidade de renovação por mais 18 meses após decisão da CONMEBOL. Faltando dois meses para o fim da punição, Miranda foi liberado para voltar a atuar pelo clube.
Voltou a entrar em campo no dia 16 de outubro, no empate de 1–1 com o Sport na 35ª rodada da Série B. Contudo, acabou perdendo espaço com Ramón Díaz durante a temporada e em 2024, apesar de ter atuado nas duas primeiras rodadas do Campeonato Carioca enquanto o elenco principal estava em pré-temporada nos Estados Unidos, acabou sendo emprestado. Nessa passagem pelo Cruzmaltino, Miranda atuou em 74 partidas.

### Amazonas
Em 24 de fevereiro foi anunciado pelo Amazonas por empréstimo até junho, quando terminaria seu contrato com o Vasco. O clube carioca ainda manteve 20% de seus direitos econômicos para uma futura venda.

## Seleção Brasileira

### Sub-15
A mudança de posição no Vasco o fez ser convocado ao Sub-15 em 2015, onde integrou o elenco que disputou o torneio Nike Friends.

### Sub-17
Miranda foi um dos convocados para disputar a Copa BRICS na Índia em 2017, onde apesar de não atuar na final, sagrou-se campeão do torneio.

### Sub-23
Em 17 de outubro de 2023, Miranda foi convocado por Ramon Menezes para os Jogos Pan-Americanos, no lugar de João Moreira, cortado por lesão.
Na estreia em 23 de outubro, saiu do banco de reservas e fez o gol da vitória do Brasil por 1–0 sobre os Estados Unidos aos 42 minutos do segundo tempo. Tirando o primeiro jogo onde entrou no segundo tempo, foi titular nos outros quatro jogos incluindo a final contra o Chile, onde o Brasil empatou em 1–1 no tempo normal e venceu nas penalidades por 4–2, tendo Miranda convertido um das cobranças.

## Estatísticas

### Seleção Brasileira
Abaixo estão listados todos jogos e gols do futebolista pela Seleção Brasileira, desde as categorias de base. Abaixo da tabela, clique em expandir para ver a lista detalhada dos jogos de acordo com a categoria selecionada. 
Sub-23
| Ano   |       |      |         |
| Ano   | Jogos | Gols | Assist. |
| ----- | ----- | ---- | ------- |
| 2023  | 5     | 1    | 0       |
| Total | 5     | 1    | 0       |

|    | Data                  | Local                                             | Resultado | Adversário     | Gols | Competição                   |
| -- | --------------------- | ------------------------------------------------- | --------- | -------------- | ---- | ---------------------------- |
| 1. | 23 de outubro de 2023 | Estádio Elías Figueroa Brander, Valparaíso, Chile | 1–0       | Estados Unidos | 1    | Jogos Pan-Americanos de 2023 |
| 2. | 26 de outubro de 2023 | Estádio Sausalito, Viña del Mar, Chile            | 2–0       | Chile          | 0    | Jogos Pan-Americanos de 2023 |
| 3. | 29 de outubro de 2023 | Estádio Sausalito, Viña del Mar, Chile            | 3–0       | Honduras       | 0    | Jogos Pan-Americanos de 2023 |
| 4. | 1 de novembro de 2023 | Estádio Sausalito, Viña del Mar, Chile            | 1–0       | México         | 0    | Jogos Pan-Americanos de 2023 |
| 5. | 4 de novembro de 2023 | Estádio Sausalito, Viña del Mar, Chile            | 1–1 (4–2) | Chile          | 0    | Jogos Pan-Americanos de 2023 |

## Títulos
Vasco da Gama
- Taça Guanabara: 2019
- Taça Rio: 2021

CRB
- Campeonato Alagoano: 2025

### Seleção Brasileira

#### Sub-23
- Jogos Pan-Americanos: 2023